# 臺北市立中正高級中學
臺北市立中正高級中學（英語：Taipei Municipal Zhong-zheng Senior High School），簡稱中正高中。原名為士林高中，後高中部與國中部各自獨立成兩校，因此校歌與士林國中相同。1975年，為緬懷該年去世的總統蔣中正由政府改名為中正高中。

## 校史

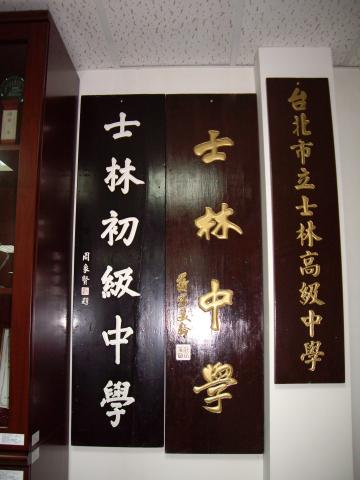
校名流變

### 分校前
- 1945年士林各界熱心人士，為便利子弟就近入學，請准臺北縣政府創設士林初級中學。
- 1946年9月，正式成立臺北縣立士林初級中學，並開始招生，共計兩班。
- 1949年陽明山管理局成立，改歸於陽明山管理局士林初級中學。
- 1951年8月，恢復舊名為臺北縣立士林初級中學，但學校行政仍隸屬陽明山管理局。
- 1964年8月，奉准試辦高中。
- 1967年1月，改制為陽明山管理局士林中學（高中部）。
- 1968年1月，陽明山管理局改隸屬於臺北市。

### 分校後
- 1968年7月，分為陽明山管理局士林高級中學與陽明山管理局士林國民中學兩校，惟高中仍暫於國中校址上課。
- 1969年8月1日，直隸臺北市政府教育局管轄，改制為臺北市立士林高級中學。
- 1970年，兩校行政系統徹底劃分。
- 1972年奉令將原士林校區劃歸士林國中，另於北投石牌現址籌建校舍。
- 1975年2月15日，由邵夢蘭校長完成遷校大事。
- 1975年8月更名為臺北市立中正高級中學，以緬懷該年去世的總統蔣中正。
- 2008年6月獲臺北市優質高中「學生學習」決選[1]。

## 校風與特色

### 班級
每年級設有
| 普通班 | 1班~18班，其中二年級分類組別，A班群(商業管理財經)，B班群(法心大傳教育)，C班群(文史哲藝外語)，D(數理工程資電)，E(理工建築資設)，F(生醫農化環衛) 112年後入學改為A(B、C併入)、D、E、F班群 |
| 體育班 | 19班 |
| 美術班 | 20班 |
| 舞蹈班 | 21班 |
| 音樂班 | 22班 |

### 制服
- 1971年之前，男生夏季著白色短袖上衣卡其色長褲，之後至1997年之前，男生著清一色卡其服，當時在臺北市公立學校中，以卡其服做為校服的尚有建國中學及復興高中。
- 男生制服首次正式換裝是自1997年起，更換為米白色上衣，黑色褲子。
- 綠色帆布書包使用至1990年，1991年起新生入學，改為黑色帆布書包。
- 米白色上衣，黑色褲子/裙子為主
- 從2004年起，上學一律需穿制服，運動服必須帶到學校換。2007年再次修改：可穿運動服，亦可以制服運動混穿（學生俗稱為「半套」）
- 朝會時必須穿著制服
- 寒流來襲時，可以穿著自己的外套（但校內制服外套要穿在便服外套外）
- 2013年起，放學時可穿運動短褲出校門
- 2015年起，全面開放穿著運動服短褲進出校門
- 2021年起，全面開放穿著便服持學生證進出校門

### 學號規定
- 一年級學號的旁邊要留白，基本上是以入學的民國年次加上班級座號，並以金黃色色線繡上，等到二年級分班時才會繡上新的班級
- 二、三年級的學號顏色不同（紅、綠交換）

## 學校象徵

### 校訓
| 公                                    | 誠                                    | 弘                                    | 毅                                    |
| ------------------------------------- | ------------------------------------- | ------------------------------------- | ------------------------------------- |
| 注重公德，維護公益 愛惜公物，遵守公約 | 律己以誠，處事以誠 待人以誠，報國以誠 | 立學弘道，立人弘德 立己弘禮，立氣弘節 | 毅以修德，毅以進業 毅以立志，毅以成事 |

### 核心品格
中正核心品格是在100學年度時由台北市立中正高級中學全校學生票選出的。中正核心品格有：
- 善良
- 自律
- 正義
- 尊重
- 責任

## 校區

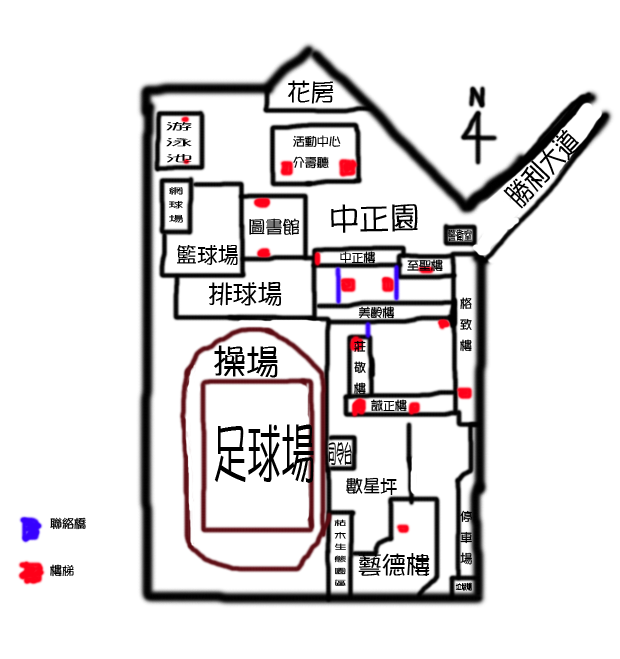
中正高中校區

### 介壽廳
舉行各種人數超過會議室可容納之大型集會

### 圖書館
可供師生借閱相關書報雜誌以及使用電腦， 三樓有四間自習室（總共255個座位）供學生自習

### 至聖樓
地理位置：西側為中正樓、東側為格致樓
| 樓層 | 配置                       |
| ---- | -------------------------- |
| 5    | 國樂社辦                   |
| 4    | 儀隊隊室                   |
| 3    | 家長會辦公室、管樂社辦公室 |
| 2    | 教官值勤室、跑馬燈、人事室 |
| 1    | 教官休息室                 |

### 中正樓
二樓以上用途以高二教室為主
一樓過去為避免淹水，故以架空設計，校內師生稱其為架空層，學生及社團常在此活動

### 美齡樓

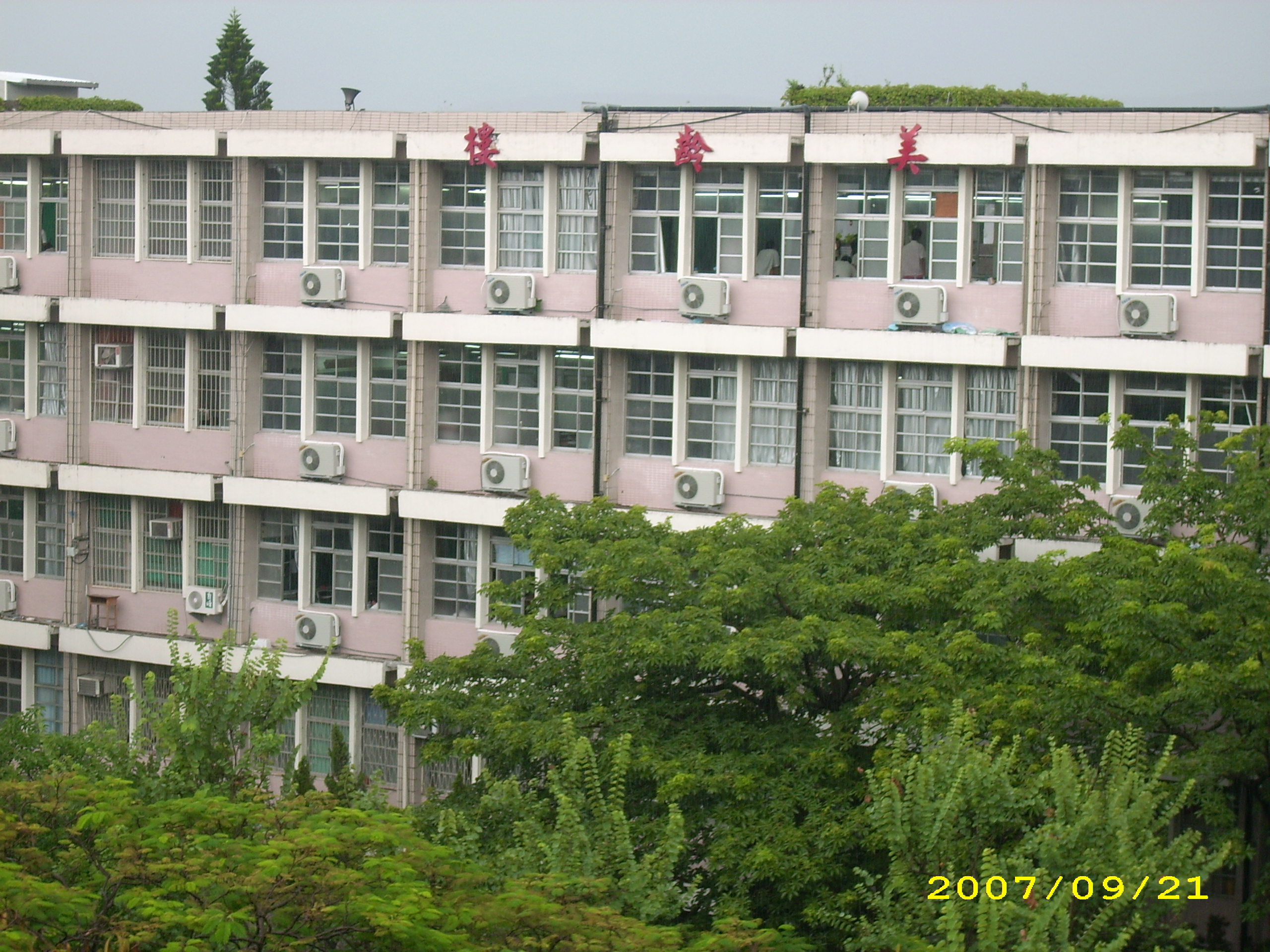
美齡樓（背面）

用途：目前以三年級教室為主
| 樓層 | 配置                         |
| ---- | ---------------------------- |
| 5    | 班級教室                     |
| 4    | 班級教室                     |
| 3    | 班級教室                     |
| 2    | 自然科、社會科、英文科辦公室 |
| 1    | 生活科技教室                 |

### 格致樓
- 以各科教室及實驗室為主
- 走廊面向北，東側接至聖樓，中間接美齡樓，西側為誠正樓

| 樓層 | 配置                                                             |
| ---- | ---------------------------------------------------------------- |
| 5    | 音樂教室、生物專科教室、公民專科教室、數學專科教室、地科專科教室 |
| 4    | 合作社、音樂教室、物理教室、自然專科教室                         |
| 3    | 衛糾室、軍訓教室、化學教室、輔導室、國文專科教室                 |
| 2    | 學務處、教官室、印刷／播音室、教務處、發卷室、國文科辦公室       |
| 1    | 糾察隊室、合作社、學生會、童軍團、熱音社、管樂社                 |

### 誠正樓
- 以1年級為主
- 走廊朝東，北接莊敬樓，南接格致樓，向西是數星坪（藝德園），再來是藝德樓

| 樓層 | 配置                                   |
| ---- | -------------------------------------- |
| 5    | 班級教室                               |
| 4    | 班級教室                               |
| 3    | 班級教室                               |
| 2    | 班級教室                               |
| 1    | 航空社、史地專科教室、棒球社、健康中心 |

### 藝德樓
中正各種藝能班所在地
| 樓層 | 配置   |
| ---- | ------ |
| 5    | 音樂廳 |
| 4    | 音樂班 |
| 3    | 美術班 |
| 2    | 舞蹈班 |
| 1    | 舞蹈班 |

### 運動場地
- 操場：操場跑道一圈是400公尺，是臺北地區唯一IAAF二級認證的國際標準田徑場，也成為2009台北聽奧的練習場地兼替選備案競賽場地。2016年起，為了作為2017年夏季世界大學運動會的練習場地而封鎖，完工後操場跑道由原本的紅色變成藍色。
- 網球場：為網球社於社課時間之場地，其餘時間皆為體育老師之比賽訓練場地。
- 籃球場：有5個球場，24個球框。
- 排球場：有6個排球場

### 枯木生態園區（原柴場）
- 裡面有休閒椅，翹翹板等器材
- 位置於藝德樓西側

## 歷任校長
| 任別  | 姓名   | 任職時間             | 備註                                                                     | 照片 |
| ----- | ------ | -------------------- | ------------------------------------------------------------------------ | ---- |
| 第1任 | 邵夢蘭 | 1964年－1975年       | 退休                                                                     |      |
| 第2任 | 于維魯 | 1975年－1986年       | 轉任臺北市立成功高級中學（1986年－1990年）後退休                         |      |
| 第3任 | 江清水 | 1986年－1996年       | 轉任臺北市立成功高級中學（1996年－1999年）後退休                         |      |
| 第4任 | 丁亞雯 | 1996年8月－1999年7月 | 轉任臺北市立中山女子高級中學（1999年－2005年），曾任臺北市政府教育局局長 |      |
| 第5任 | 林石得 | 1999年8月－2003年7月 | 轉任臺北市立松山高級中學（2003年－2009年）後退休                         |      |
| 第6任 | 劉正鳴 | 2003年8月－2009年7月 | 由臺北市立士林高級商業職業學校（1999年－2003年）轉任，後於該校退休       |      |
| 第7任 | 簡菲莉 | 2009年8月－2017年8月 | 轉任宜蘭縣政府教育處處長                                                 |      |
| 第8任 | 江惠真 | 2017年8月－          | 由臺北市立南港高級工業職業學校轉任，曾任桃園縣私立光啟高級中學校長       |      |

## 校友組織
震撼管樂團，於1986年由已故創辦人梁振漢老師率領台北市立中正高中管樂社畢業校友所組成，首演至今未曾間斷演出，為目前臺灣歷史最悠久的管樂團之一，除每年定期公演外，震撼管樂團也經常配合社區、政府機關、公益團體及知名企業，共同推廣音樂活動，將音樂帶入社會每個角落。此外，為了推廣臺灣音樂和國際交流的理想，樂團自2005年起推動「讓世界聽見台灣的聲音」全球巡演計畫，已陸續前往美國、馬來西亞、泰國、日本、菲律賓、越南、帛琉、新加坡、印尼、澳洲、印度、緬甸、韓國...等國巡迴演出，以音樂擴展國際間互動合作與敦睦友誼。

## 外部連結
- 台北市立中正高中網站 （页面存档备份，存于）